# Tomasz Jan Romanowski
Tomasz Jan Romanowski herbu Bożawola (ur. II poł. XVII, zm. przed 5 listopada 1736 roku) – podkomorzy chełmski od 1700 roku, starosta wisztyniecki od 1695 roku, poseł na sejm, marszałek ziemi chełmskiej i konsyliarz województwa sandomierskiego w konfederacji tarnogrodzkiej 1715 roku, rotmistrz wojska powiatowego ziemi chełmskiej w 1703 roku.
Był synem Jana Karola (zm. 1694), podkomorzego chełmskiego i wielokrotnego posła na sejmy, i jego żony Zofii ze Świrskich herbu Pierzchała I voto Andrzejowej Wiśniowskiej, cześniczance przemyskiej. Jego bratem był Antoni, starosta winnicki, mąż Zofii z Tarnowskich (córki |Aleksandra Tarnowskiego herbu Leliwa i Marianny z Dzieduszyckich herbu Sas).
4 lutego 1676 roku został chorążym chełmskim, od tej pory wspinał się coraz wyżej w wojewódzkiej hierarchii urzędniczej.
Poseł na sejm 1688 roku i na sejm 1688/1689 roku z ziemi chełmskiej. Poseł na sejm 1695 roku z województwa ruskiego.
W 1695 roku mianowano go starostą wisztynieckim. Był elektorem Augusta II Mocnego z ziemi chełmskiej w 1697 roku. 12 sierpnia 1700 r. przejął po ojcu urząd podkomorzego chełmskiego. Deputat ziemi chełmskiej do rady stanu rycerskiego rokoszu łowickiego w 1697 roku. Jako poseł ziemi chełsmkiej był uczestnikiem Walnej Rady Warszawskiej 1710 roku.
W czasie konfederacji tarnogrodzkiej sprzeciwił się Augustowi II Mocnemu i poparł konfederatów, zostając marszałkiem zrywu w ziemi chełmskiej, co świadczy o jego wysokiej pozycji wśród tutejszej szlachty.  Poseł na sejm z limity 1719/1720 roku z ziemi chełmskiej. 
Jego synem był Józef, właściciel dóbr Chrapków koło Pińczowa, a wnukiem m.in. Filip Romanowski (1794 - 1853).

## Wywód genealogiczny
| 4. Andrzej Romanowski             |  |                         |  |  |                                   |
|                                   |  | 2. Jan Karol Romanowski |  |  |                                   |
| 5. Elżbieta Światopełk - Zawadzka |  |                         |  |  |                                   |
|                                   |  |                         |  |  | 1. Tomasz Jan Romanowski zm. 1736 |
| 6. Wacław Świrski                 |  |                         |  |  |                                   |
|                                   |  | 3. Zofia Świrska        |  |  |                                   |
| 7. Anna Charczewska               |  |                         |  |  |                                   |
|                                   |  |                         |  |  |                                   |